# Liste von Persönlichkeiten der Stadt Łódź
Die folgende Liste enthält in Łódź geborene Persönlichkeiten, chronologisch aufgelistet nach dem Geburtsjahr. Die Liste erhebt keinen Anspruch auf Vollständigkeit.

## In Łódź geborene Persönlichkeiten

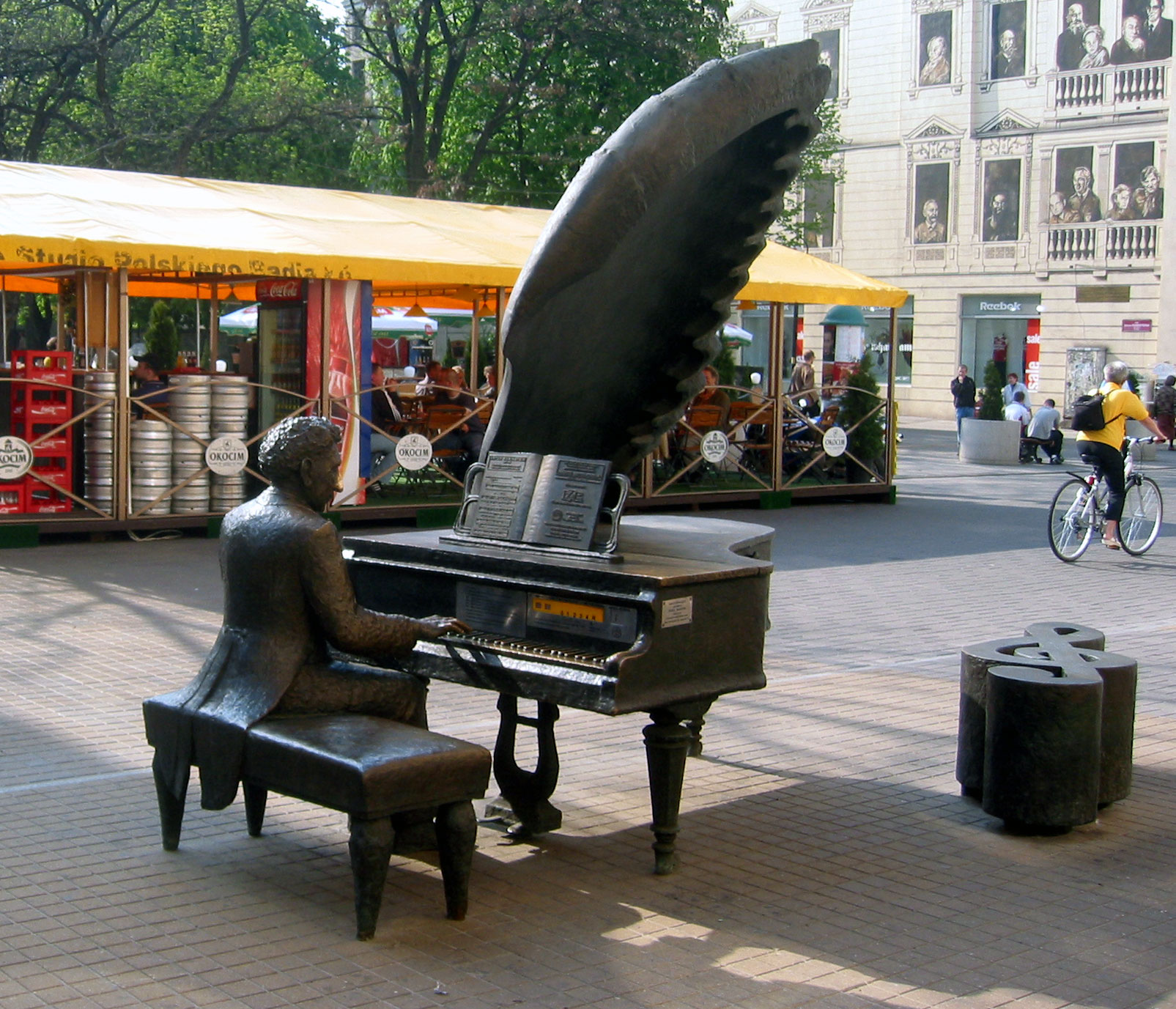
Artur Rubinstein auf der Piotrkowska-Straße

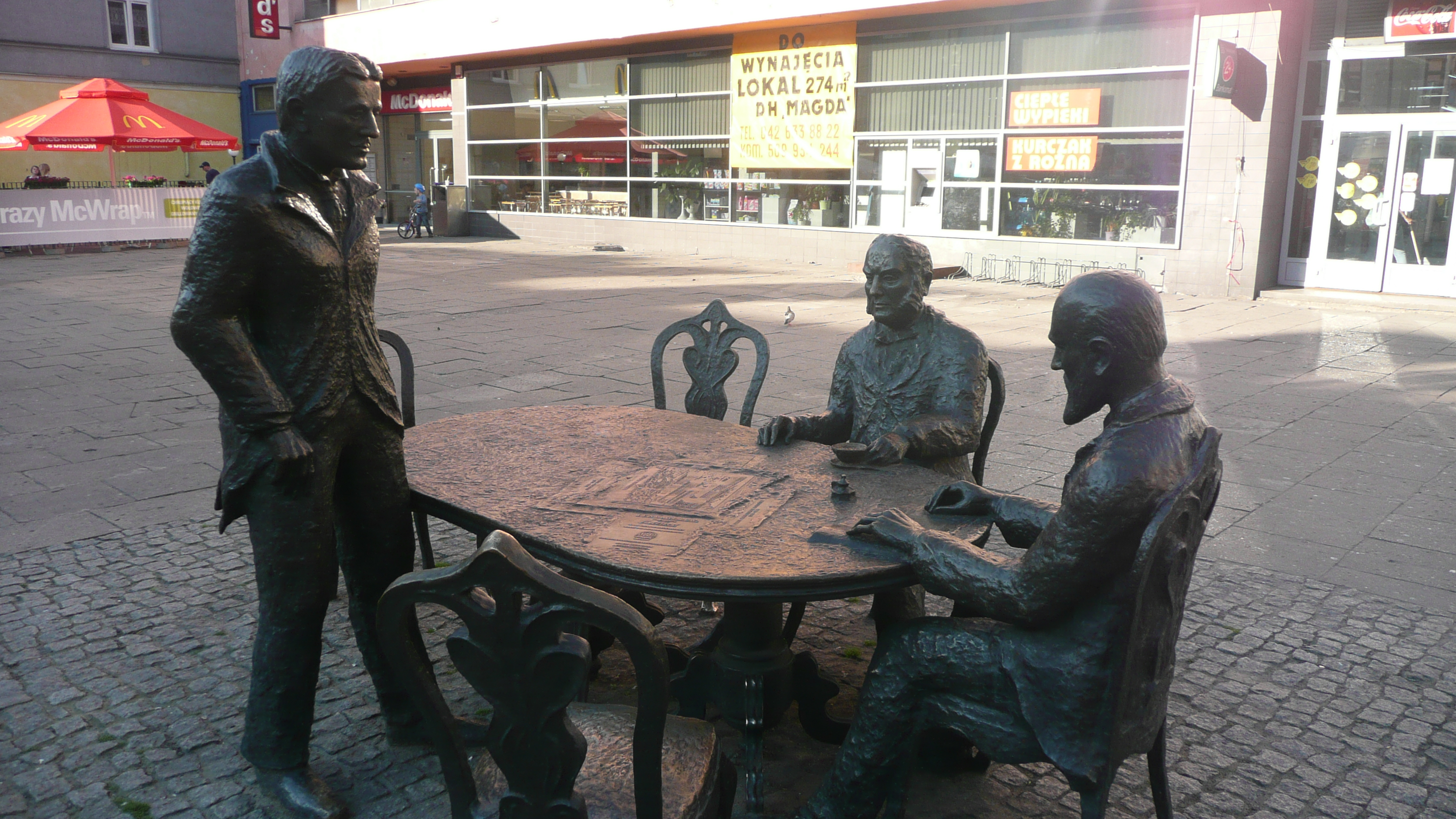
Figurengruppe 'Drei Fabrikbesitzer': Ludwik Grohman, Karl Wilhelm Scheibler, Izrael Poznański auf der Piotrkowska-Straße

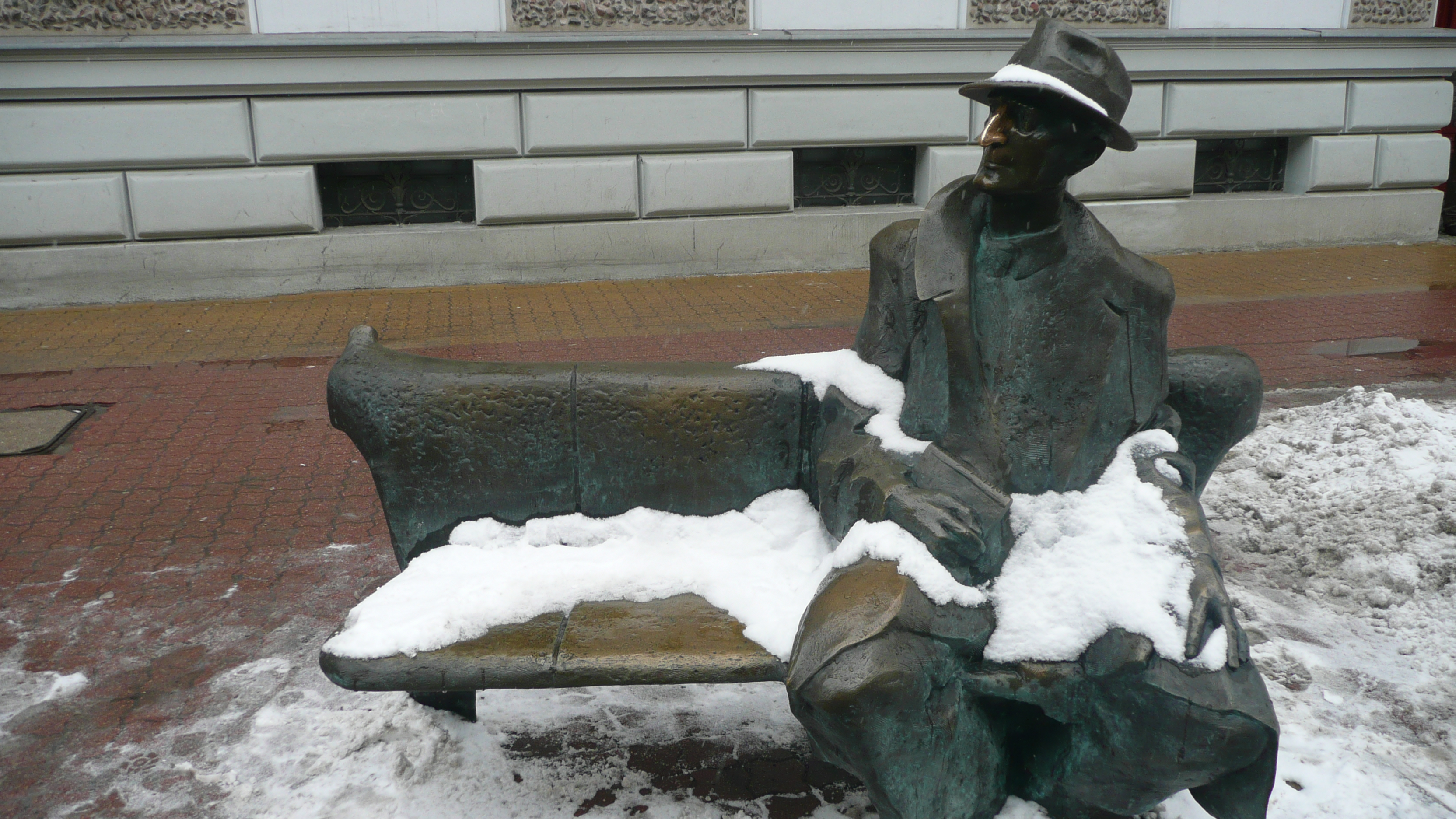
Statue von Julian Tuwim in der Piotrkowska-Straße in Lodz

### 19. Jahrhundert
- Louis Geyer (1805–1869), Fabrikant
- Willibald Hentschel (1858–1947), Naturwissenschaftler und Schriftsteller
- Albert Katz (1858–1923), Schriftsteller, Herausgeber der Allgemeinen Zeitung des Judentums
- Samuel Hirszenberg (1865–1908), Maler
- Nikodem Caro (1871–1935), Chemiker
- Tadeusz Miciński (1873–1918), Schriftsteller
- Josef Landau (1877–1944), Chemiker und Industrieller
- Otto Pippel (1878–1960), deutscher Maler
- Roman Becker (1879–1949), deutscher Politiker, Reichstagsabgeordneter
- Michael Taube (1880–1972), israelischer Pianist, Dirigent und Komponist
- Stanislaus Bender (1882–1975), Maler, Zeichner und Lithograf
- Mieczysław Broński (1882–1938), Sozialdemokrat, Autor sowie sowjetischer Diplomat
- Paul Radin (1883–1959), Anthropologe
- Maks Brin (1884–194?), Schauspieler
- Chaim Müntz (1884–1956), Mathematiker
- Sofija Nalepynska-Bojtschuk (1884–1937), Künstlerin
- Hans Teschemacher (1884–1959), deutscher Finanzwissenschaftler und Hochschullehrer
- Tadeusz Nalepiński (1885–1918), Lyriker und Schriftsteller
- Heinrich Wagner (1886–1945), deutscher Politiker, Landtagsabgeordneter (KPD)
- Alexander Falzmann (1887–1942), Geistlicher und KZ-Opfer
- Artur Rubinstein (1887–1982), Pianist
- Franziska Baumgarten-Tramer (1889–1970), Arbeitspsychologin und Universitätslehrerin
- Oskar Seipold (1889–1966), kommunistischer Politiker
- Jadwiga Szmidt (1889–1940), Pionierin der Radioaktivitäts- und Elektrotechnikforschung
- Berta Schäfer (1890–1945), Widerstandskämpferin zur Zeit des Nationalsozialismus
- Henri Epstein (1891–1944), Maler und Grafiker, Opfer des Nationalsozialismus
- Joseph Hecht (1891–1951), Maler und Grafiker
- Karol Hiller (1891–1939), Maler, Grafiker und Lichtbildner
- Oswald Miller (1892–?), Radrennfahrer
- Marcel Słodki (1892–1943/1944), Maler, Graphiker und Bühnenbildner
- Teodor Regedziński (1894–1954), Schachspieler
- Arthur Szyk (1894–1951), Künstler
- Julian Tuwim (1894–1953), Schriftsteller
- Theodore Abel (1896–1988), Soziologe
- Henryk Barczyński (1896–1941), Grafiker und Illustrator
- Artur Kronig (1896–1953), deutscher Lehrer und Abgeordneter
- Artur Marczewski (1896–1945), Fußballspieler
- Alexandre Tansman (1897–1986), Komponist
- Emil Zerbe (1897–1954), Abgeordneter der deutschen Minderheit im polnischen Sejm
- Lena Amsel (1898–1929), Tänzerin und Schauspielerin
- Morice Lipsi (1898–1986), französischer Bildhauer polnischer Abstammung
- Rudolph Loewenstein (1898–1976), Psychoanalytiker
- Michał Kalecki (1899–1970), Wirtschaftswissenschaftler
- Max Busyn (1899–1976), jüdischer Maler und Grafiker
- George Him (1900–1982), polnisch-britischer Grafiker
- Paul Kletzki (1900–1973), geboren als Paweł Klecki, Dirigent und Komponist
- William Perlberg (1900–1968), US-amerikanischer Filmproduzent
- Abraham Plessner (1900–1961), Mathematiker

### 20. Jahrhundert

#### 1901 bis 1910
- Aron Alperin (1901–1988), Zeitungsherausgeber und Autor
- Roman Cycowski (1901–1998), Bariton des Berliner Ensembles Comedian Harmonists
- Otto Falkenberg (1902–1985), Politiker (SED), Minister des Landes Brandenburg
- Willy Zielke (1902–1989), Fotograf, Regisseur, Kameramann, Filmeditor und Produzent
- Casimir Oberfeld (1903–1945), polnisch-französischer Komponist
- Stefan Rozental (1903–1994), Atomphysiker
- Ludwik Starski (1903–1984), Drehbuchautor, Songwriter und Autor
- George E. Stone (1903–1967), Schauspieler
- Adam Sznaidmil (1903–1943), Mitglied des Allgemeinen jüdischen Arbeiterbunds
- Emil Augsburg (1904–vermutlich 1981), deutscher SD- und SS-Führer, Mitarbeiter des Bundesnachrichtendienstes
- Leon Großvogel (1904–1943), Kominternfunktionär und Résistance-Kämpfer
- Witold Hurewicz (1904–1956), Mathematiker
- Karola Bloch (1905–1994), Architektin und Publizistin, Kommunistin und Aktivistin
- Irena Chmielewska (1905–1987), Chemikerin und Hochschullehrerin
- Tadeusz Dietrich (1905–1960), Politiker
- Leon Kasman (1905–1984), Politiker
- Günter Victor Schulz (1905–1999), Chemiker
- Romana Granas (1906–1987), Schriftstellerin und Politikerin
- Zofia Poznańska (1906–1942), Widerstandskämpferin
- Leon Radzinowicz (1906–1999), Kriminologe
- Marian Spychalski (1906–1980), Politiker
- Władysław Eiger (1907–1991), Komponist
- Cäcilie Thiermann-Heise (1907–1986), Grafikerin, Malerin und Zeichnerin
- Jacob Bronowski (1908–1974), Mathematiker und Biologe
- Max Diamant (1908–1992), Journalist und Gewerkschafter
- Zenon Kliszko (1908–1989), Politiker
- Leo Rosten (1908–1997), US-amerikanischer Schriftsteller und Humorist
- Józef Rotblat (1908–2005), Friedensnobelpreisträger
- Michalina Tatarkówna-Majkowska (1908–1986), Politikerin
- Grażyna Bacewicz (1909–1969), Komponistin
- Artur Pusz (1909–?), Bahnradsportler
- Hugo Karl Schmidt (1909–2009), Pfarrer und Autor
- Olga Iliwicka-Dąbrowska (1910–1979), Pianistin und Musikpädagogin

#### 1911 bis 1920
- Jeremi Kubicki (1911–1938), Maler
- Roman Kantor (1912–1943), Fechter
- Henryk Trzonek (1912–1943), Bratschist
- Norbert Kamill Preiss (1912–1995), Maler und Grafiker
- Boris Jewsejewitsch Tschertok (1912–2011), russischer Raketenkonstrukteur
- Jadwiga Zak-Stewart (* 1912), Altersrekordlerin und älteste in Polen lebende Person
- Aleksander Bardini (1913–1995), Theaterregisseur und Schauspieler
- Maria Kwaśniewska (1913–2007), Leichtathletin
- Mieczysław Moczar (1913–1986), Politiker
- Evsey D. Domar (1914–1997), Ökonom
- Stefania Grodzieńska (1914–2010), Tänzerin, Feuilletonistin, Radiosprecherin und Schauspielerin
- Jan Karski (1914–2000), Offizier und Kurier der Polnischen Heimatarmee
- Wladislav Ostrowski (1914–?), KZ-Häftling
- Roman Ryterband (1914–1979), Komponist, Dirigent und Pianist
- Michel Thomas (1914–2005), Polyglott, Linguist und Sprachlehrer
- Jadwiga Andrzejewska (1915–1977), Schauspielerin
- Harry Hahn (1915–2003), Chemiker an der Universität Hohenheim
- Karl Hemfler (1915–1995), Jurist, Verwaltungsbeamter und Politiker
- Alfred Orda (1915–2004), Opernsänger
- Bolesław Piasecki (1915–1979), Politiker, Anwalt und Offizier
- Josef Schleifstein (1915–1992), Philosoph, Politiker und marxistischer Theoretiker
- Henryka Słomczewska (1915–1998), Weitspringerin
- Kazimierz Brandys (1916–2000), Schriftsteller
- Eva Braun Levine (1916–unbekannt), Holocaustüberlebende, USA-Emigrantin
- Józef Olszewski (1916–2002), Politiker
- Serge Silberman (1917–2003), Filmproduzent
- Niuta Tajtelbaum (1917–1943), Widerstandskämpferin gegen den Nationalsozialismus
- Artur Brauner (1918–2019), deutscher Filmproduzent
- Władysław Kędra (1918–1968), Pianist und Musikpädagoge
- Hanna Segal (1918–2011), Psychoanalytikerin, Psychiaterin und Hochschullehrerin
- Schlomo Arel (1920–2018), israelischer Militär
- Ludwik Jerzy Kern (1920–2010), Schriftsteller, Journalist und literarischer Übersetzer
- Fayga Ostrower (1920–2001), Malerin und Grafikerin
- Teofila Reich-Ranicki (1920–2011), polnisch-deutsche Künstlerin und Übersetzerin

#### 1921 bis 1930
- Karl Dedecius (1921–2016), Schriftsteller und Übersetzer
- Tadeusz Gabrych (1921–1998), Radrennfahrer
- Marian Opala (1921–2010), polnisch-US-amerikanischer Jurist
- Franciszek Walicki (1921–2015), Musikjournalist, Publizist und Liedtexter
- Michalina Wisłocka (1921–2005), Gynäkologin, Zytodiagnostikerin und Sexologin
- Czesław Chruszczewski (1922–1982), Journalist und Schriftsteller
- Harry Freedman (1922–2005), kanadischer Komponist, Englischhornist und Musikpädagoge
- Shamaï Haber (1922–1995), französisch-israelischer Bildhauer
- Paul Raths (1922–1976), polnisch-deutscher Physiologe und Hochschullehrer
- Bruno Bergner (1923–1995), deutscher Maler und Gebrauchsgraphiker
- Henry Morgentaler (1923–2013), Arzt
- Chava Rosenfarb (1923–2011), polnisch-kanadische Schriftstellerin in jiddischer Sprache
- Teofil Sałyga (1923–2001), Radrennfahrer
- Robert Zajonc (1923–2008), Professor für Psychologie
- Mary Berg (1924–2013), Überlebende des Warschauer Ghettos
- Jacob Goldberg (1924–2011), Historiker für Osteuropäische Geschichte
- Zenon Płoszaj (1924–2003), Geiger und Musikpädagoge
- Stanisław Trepczyński (1924–2002), Politiker und Diplomat
- Batsheva Dagan (geb. Izabella Rubinsztajn; 1925–2024), polnisch-israelische Überlebende des Holocaust, Pädagogin, Psychologin und Autorin
- Noach Flug (1925–2011), polnisch-israelischer Ökonom, Diplomat und Holocaust-Überlebender
- Kurt Kelm (1925–2009), Übersetzer
- Richard Kriese (1925–2019), baptistischer Bundesevangelist und Seelsorger
- Fabian Gerson (1926–2011), polnisch-schweizerischer Chemiker
- Fritz Ritter (* 1926), deutscher Bildhauer
- Leon Weintraub (* 1926), Mediziner, Überlebender des Holocausts und Zeitzeuge
- Esther Wertheimer (1926–2016), polnisch-kanadische Bildhauerin
- Edgar Jassmann (1927–1983), Chemiker
- Heinrich L. Nickel (1927–2004), deutscher Kunsthistoriker, Byzantinist und Hochschullehrer
- Sara Rus (1927–2024), polnisch-argentinische Holocaustüberlebende, Zeitzeugin und Mutter der Plaza de Mayo
- Horst Bauer (* 1928), deutscher Architekt
- Jan Machulski (1928–2008), Schauspieler
- Edwin Marian (1928–2018), Regisseur, Autor und Schauspieler
- Bruno Predel (1928–2007), deutscher Chemiker
- Hilde Rosenberg (1928–2019), Hamburger Original und NS-Verfolgte
- Menashe Warshavsky (1928–2001), Schauspieler
- Georg Süßmann (1928–2017), Physiker
- Jack Tramiel (1928–2012), polnisch-US-amerikanischer Unternehmer und Computerpionier
- Kazimierz Chodakowski (1929–2017), Eishockeyspieler
- Roman Kent (1929–2021), Präsident des Internationalen Auschwitz Komitees
- Lia Koenig (* 1929), israelische Schauspielerin
- Miłosz Magin (1929–1999), polnisch-französischer Pianist und Komponist
- Stanisław Mikulski (1929–2014), Schauspieler
- Barbara Hesse-Bukowska (1930–2013), Pianistin und Klavierpädagogin
- Dieter Puppe (1930–2005), deutscher Mathematiker
- Horst Stoeckel (1930–2022), deutscher Anästhesist

#### 1931 bis 1940
- Wiesław Murowaniecki (1931–2023), Radrennfahrer
- Ralph Norwid Schindler (1931–2024), Chemiker
- Rajmund Ambroziak (1932–1996), Pianist und Dirigent
- Sid Spindler (1932–2008), Politiker
- Julien Bok (* 1933), polnisch-französischer Physiker
- Jerzy Boniecki (1933–2021), Schwimmer
- Jerzy Kosiński (1933–1991), Schriftsteller (Being there, dt. Willkommen, Mr. Chance)
- Katarzyna Łaniewska (1933–2020), Schauspielerin
- Witold Leszczyński (1933–2007), Filmregisseur, Fotograf und Drehbuchautor
- Christoph Maczewski (* 1933), evangelisch-lutherischer Theologe und Missionar der Leipziger Mission in Tansania
- Jerzy Urban (1933–2022), Journalist, Publizist und Regierungssprecher
- Kurt Bergmann (1934–2020), deutscher Elektrotechniker und Hochschullehrer
- Jürgen Friedenberg (1934–2012), Journalist und Buchautor
- Jadwiga Barańska (1935–2024), Schauspielerin
- Norbert Langhoff (* 1935), deutscher Ingenieur, Wissenschaftler und Unternehmer
- Longin Pastusiak (1935–2025), Politiker, Historiker und Politologe
- Sigram Schindler (1936–2025), Hochschullehrer und Unternehmer
- Siegfried Schwertner (1936–2012), deutscher evangelischer Theologe und Bibliothekar
- Klaus Weber (1936–2016), Hochschullehrer, Biochemiker und Molekularbiologe
- Hans A. Bernecker (* 1937), dt. Börsenexperte
- Jurek Becker (1937–1997), Schriftsteller, Drehbuchautor und DDR-Dissident
- Alfred Förster (1937–2018), Ingenieur und Politiker
- Jan Kudra (1937–2023), Radrennfahrer
- Jan Ścibiorek (1937–2019), Radrennfahrer
- Richard Eckert (* 1938), ehemaliger Landtagsabgeordneter in Baden-Württemberg (Republikaner)
- Volker Puppe (* 1938), Mathematiker
- Jerzy Skolimowski (* 1938), Filmregisseur und Schauspieler
- Jerzy Grzegorzewski (1939–2005), Theaterregisseur
- Heinrich Herrmanns (* 1939), Theologe
- Adam Lepa (1939–2022), Weihbischof in Łódź
- Zdzisława Janowska (* 1940), Politikerin
- Ursula Keller (* 1940), Journalistin, Dramaturgin und Autorin
- Andrzej Koprowski SJ (1940–2021), Ordensgeistlicher, Theologe und Rundfunkjournalist
- Genya Ravan (* 1940), Rock-Sängerin

#### 1941 bis 1950
- Rudolf Hartmetz (1941–2007), Fotograf
- Peter Muzeniek (* 1941), Illustrator und Karikaturist
- Bronisław Kazimierz Przybylski (1941–2011), Komponist und Musikpädagoge
- Hannes Zerbe (* 1941), Komponist und Pianist
- Kazimierz Barburski (1942–2016), Degenfechter
- Peter Berlin (* 1942), Zeichner, Fotograf und Pornodarsteller
- Helene Kynast (* 1942), Kinder- und Jugendbuchautorin
- Helga Rosenbaum (* 1942), Kommunalpolitikerin
- Mirosława Sarna (* 1942), Leichtathletin
- Joachim von Ungern-Sternberg (* 1942), Jurist, Richter am Bundesgerichtshof a. D.
- Udo Steinke (1942–1999), Schriftsteller
- Horst Wildemann (* 1942), Professor für Wirtschaftswissenschaften
- Czesław Bartkowski (* 1943), Jazzmusiker
- Edwin Peter Brandt (* 1943), Baptistenpastor und Direktor des Theologischen Seminars des Bundes Evangelisch-Freikirchlicher Gemeinden
- Claus Fuchs (* 1943), Schauspieler und Hörspielsprecher
- Günter Kahl (1943–2023), deutscher Journalist
- Włodzimierz Korcz (* 1943), Komponist
- Traudl Kulikowsky (* 1943), Schauspielerin
- Hans-Werner Sahm (1943–2020), Dokumentar und Maler des Surrealismus
- Manfred Salzgeber (1943–1994), Person des deutschen Films, Filmverleih-Gründer
- Günther Schanz (* 1943), deutscher Wirtschaftswissenschaftler
- Elart von Collani (1944–2017), deutscher Mathematiker
- Wlodek Gulgowski (* 1944), Jazz- und Fusionmusiker, Filmkomponist
- Joachim Häger (1944–2008), Richter am Bundesgerichtshof
- Werner Heise (1944–2013), deutscher Mathematiker
- Josef Joffe (* 1944), deutscher Journalist
- Wojciech Marczewski (* 1944), Filmregisseur
- Andrzej Niemczyk (1944–2016), Volleyballtrainer
- Günther Rechn (* 1944), Maler und Grafiker
- Kurt Seibert (* 1944), Pianist und Kammermusiker
- Peter Zahn (1944–2001), Politiker
- Eva María Zuk (1945–2017), mexikanische Pianistin
- Jerzy Axer (* 1946), Literaturhistoriker und Altphilologe
- Piotr Fronczewski (* 1946), Schauspieler
- Janusz Kotliński (* 1946), Bahnradsportler und Weltmeister
- Daniel Libeskind (* 1946), US-amerikanischer Architekt
- Sławomir Rubin (1946–2010), Radrennfahrer
- Wiesław Rudkowski (1946–2016), Boxer
- Bronisław Świderski (* 1946), Prosaschriftsteller und Essayist
- Eleonora Bergman (* 1947), Architekturhistorikerin
- Jacek Bierezin (1947–1993), Poet und Oppositioneller
- Urszula Jóźwik (* 1947), Sprinterin
- Peter Paul Koprowski (* 1947), kanadischer Komponist, Pianist, Dirigent und Musikpädagoge
- Wojciech Michniewski (* 1947), Komponist und Dirigent
- Alicja Mounk (* 1947), Dirigentin und Hochschullehrerin
- Andrzej Sapkowski (* 1948), Schriftsteller
- Jacek Saryusz-Wolski (* 1948), Politiker
- Bogdan Dowlasz (1949–2025), Akkordeonist, Musikpädagoge und Komponist
- Urszula Krupa (* 1949), Medizinerin und Politikerin
- Zbigniew Rybczyński (* 1949), Experimentalfilmer und Kameramann
- Piotr Stefaniak (* 1949), Schauspieler und Regisseur
- Golda Tencer (* 1949), Schauspielerin, Sängerin und Regisseurin
- Andrzej Bartkowiak (* 1950), Kameramann und Filmregisseur

#### 1951 bis 1960
- Andrzej Bek (* 1951), Bahnradsportler und Radsporttrainer
- Grażyna Długołęcka (* 1951), Schauspielerin
- Włodzimierz Nykiel (* 1951), Rektor der Universität Łódź
- Piotr Pustelnik (* 1951), Extrembergsteiger
- Marek Belka (* 1952), Leiter der polnischen Zentralbank und ehemaliger Ministerpräsident
- Iwona Bielska (* 1952), Schauspielerin
- Stanislaw Fraczyk (* 1952), polnisch-österreichischer Tischtennisspieler
- Jerzy Jurek Jaruga (* 1952), Kameramann, Bühnenbildner, Filmautor und Mediengestalter
- Krzysztof Baszczyński (* 1953), Politiker
- Jacek Chmielnik (1953–2007), Schauspieler, Theaterregisseur und Dramatiker
- Małgorzata Potocka (* 1953), Schauspielerin, Filmregisseurin und -produzentin
- Bronisław Maj (* 1953), Lyriker, Essayist und Übersetzter
- Jerzy Potz (1953–2000), Eishockeyspieler und -trainer
- Kinga Dunin (* 1954), Literaturkritikerin, Schriftstellerin und Publizistin
- Roman Siedlecki (* 1954), Sprinter
- Marek Dziuba (* 1955), Fußballspieler
- Cezary Harasimowicz (* 1955), Drehbuchautor und Schauspieler
- Zbigniew Rau (* 1955), Rechtswissenschaftler und Politiker, Außenminister der Republik Polen
- Mirosław Drzewiecki (* 1956), Sportminister der Republik Polen
- Mirosław Żerkowski (* 1956), Mittelstrecken- und Hindernisläufer
- Mirosław Orzechowski (* 1957), Politiker, Publizist, Journalist und Abgeordneter
- Andrzej Udalski (* 1957), Astrophysiker
- Stefan Ciekański (* 1958), Radrennfahrer
- Paweł Edelman (* 1958), Kameramann
- Paweł Samecki (* 1958), Ökonom und Politiker
- Piotr Sobociński (1958–2001), Kameramann
- Władysław Pasikowski (* 1959), Regisseur und Drehbuchautor
- Maciej Strzelczyk (1959–2021), Jazzmusiker
- Hanna Zdanowska (* 1959), Politikerin
- Cezary Grabarczyk (* 1960), Politiker, Minister für Infrastruktur
- Tomasz Lenczewski (* 1960), Genealoge, Autor, Jurist und Antiquar

#### 1961 bis 1970
- Monika Rosca (* 1961), Pianistin
- Radzisław Kordek (* 1962), Pathologe
- Sławomir Chałaśkiewicz (* 1963), Fußballspieler
- Konrad Krajewski (* 1963), päpstlicher Almosenier und Kurienkardinal
- Maciej Walczak (* 1963), Instrumentalist, Komponist und Entwickler von Software für Multimediaprojekte
- Manuela Gretkowska (* 1964), Schriftstellerin, Drehbuchautorin, Publizistin und Gründerin der Frauenpartei
- Piotr Trzaskalski (* 1964), Filmregisseur
- Małgorzata Chodakowska (* 1965), Bildhauerin
- Jacek Ziober (* 1965), Fußballspieler und -trainer
- Milenia Fiedler (* 1966), Filmeditorin, Direktorin der Filmhochschule in Łódź
- Grzegorz Filipowski (* 1966), Eiskunstläufer
- Piotr Kleszcz (* 1967), römisch-katholischer Ordensgeistlicher, Weihbischof in Łódź
- Joanna Kopcińska (* 1967), Politikerin
- Tomasz Nagórka (* 1967), Hürdenläufer
- Maciej Staniecki (* 1967), Fusionmusiker, Filmkomponist
- Mariusz Grzebalski (* 1969), Dichter und Prosaschriftsteller
- Witold Kubala (* 1970), Fußballspieler

#### 1971 bis 1980
- Jarosław Jagiełło (* 1971), Politiker
- Tomasz Wieszczycki (* 1971), Fußballspieler
- Sławomir Zamuszko (* 1973), Bratschist, Komponist und Musikpädagoge
- Igor Sypniewski (1974–2022), Fußballspieler
- Marcin Zając (* 1975), Fußballspieler
- Małgorzata Pskit (* 1976), Hürdenläuferin
- Robert Małecki (* 1977), Schriftsteller und Journalist
- Joanna Skrzydlewska (* 1977), Politikerin, Mitglied des Europäischen Parlaments
- Mandaryna (* 1978), Tänzerin, Choreografin, Schauspielerin und Pop-Sängerin
- Izabela Szolc (* 1978), Schriftstellerin
- Marek Saganowski (* 1978), Fußballspieler
- Borys Szyc (* 1978), Schauspieler und Sänger
- Marcin Bosak (* 1979), Schauspieler
- Piotr Kuroczyński (* 1979), Architekt
- O.S.T.R. (* 1980 als Adam Ostrowski), Rapper

#### 1981 bis 1990
- Aneta Lemiesz (* 1981), Leichtathletin
- Izabella Miko (* 1981), Schauspielerin
- Euzebiusz „Ebi“ Smolarek (* 1981), Fußballspieler
- Paweł Golański (* 1982), Fußballspieler
- Rafał Grzelak (* 1982), Fußballspieler
- Jarosław Hampel (* 1982), Motorrad-Speedway-Weltstar
- Radosław Matusiak (* 1982), Fußballspieler
- Daniel Dąbrowski (* 1983), Leichtathlet
- Marta Nieradkiewicz (* 1983), Schauspielerin
- Dawid Olejniczak (* 1983), Tennisspieler
- Marcin Gortat (* 1984), Basketballspieler
- Sławosz Uznański (* 1984), Ingenieur
- Monica Jeffries (* 1985), Sängerin
- Jakub Rzeźniczak (* 1986), Fußballspieler
- Anna Lewandowska (* 1988), Karateka und Unternehmerin
- Jerzy Janowicz (* 1990), Tennisspieler

#### 1991 bis 2000
- Mikołaj Zwoliński (* 1991), Fußballspieler
- Ala Boratyn (* 1992), Sängerin (Blog 27)
- Karolina Karasiewicz (* 1992), Radrennfahrerin
- Sebastian Zieleniecki (* 1995), Fußballspieler
- Michał Nowaczyk (* 1996), Snowboarder
- Magdalena Fręch (* 1997), Tennisspielerin
- Mateusz Rzeźniczak (* 1998), Sprinter
- Karolina Bielawska (* 1999), Model
- Ariel Pietrasik (* 1999), polnisch-luxemburgischer Handballspieler

### 21. Jahrhundert
- Piotr Jędraszczyk (* 2001), Handballspieler
- Magdalena Łuczak (* 2001), Skirennläuferin
- Maciej Miarka (* 2001), Eishockeyspieler
- Szymon Kielan (* 2002), Tennisspieler
- Adam Wożniak (* 2002), Radsportler
- Sebastian Białecki (* 2003), Dartspieler
- Aleksander Bobek (* 2004), Fußballspieler
- Maksymilian Szwed (* 2004), Sprinter

## Ehrenbürger

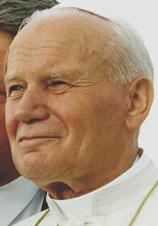
Papst Johannes Paul II.

- Artur Brauner (1918–2019), Filmproduzent
- Karl Dedecius (1921–2016), Übersetzer polnischer und russischer Literatur
- Kazimierz Dejmek (1924–2002), Theaterregisseur
- Marek Edelman (1919–2009), Kommandeur des Aufstands im Warschauer Ghetto
- Jan Karski (1914–2000), Offizier und Kurier der Polnischen Heimatarmee
- Papst Johannes Paul II. (1920–2005)
- Jan Machulski (1928–2008), Schauspieler
- Stefan Miecznikowski (1921–2004), Kaplan der Solidarność
- Arnold Mostowicz (1914–2002), Schriftsteller
- Józef Piłsudski (1867–1935), Marschall und Politiker
- Roman Polański (* 1933), Filmregisseur und Schauspieler
- Josef Rudnick (1917–2009), deutscher Unternehmer und Politiker (CDU)
- Albert Thomas (1878–1932), französischer sozialistischer Politiker
- Andrzej Wajda (1926–2016), Filmregisseur
- Władysław Ziółek (* 1935), Erzbischof

## Weitere Persönlichkeiten, die mit der Stadt in Verbindung stehen
- Hans Biebow (1902–1947), Leiter des Ghettos Łódź/Litzmannstadt und in Łódź hingerichtet
- Ludwik Grohman (1826–1889), Textilunternehmer
- Krzysztof Kieślowski (1941–1996), Filmregisseur
- Tadeusz Kotarbiński (1886–1981), Mathematiker
- Oskar Kossmann (1904–1998), Diplomat und Ostforscher
- Herbert Mees (1910–?), Landrat und NSDAP-Kreisleiter
- Sally Perel (1925–2023), Holocaust-Überlebender, lebte eine Zeit in Łódź und hat dort im Ghetto vergebens seine Eltern gesucht
- Izrael Poznański (1833–1900), Textilunternehmer
- Chaim Rumkowski (1877–1944), Vorsitzender des Judenrates im Ghetto Łódź/Litzmannstadt
- Karl Wilhelm Scheibler (1820–1881), einer der bedeutendsten Industriellen der Stadt
- Josef Spickermann (1870–1947), Sejmabgeordneter der deutschen Minderheit in Polen
- Karl Wegeler (1885–1945), 1942 bis 1945 Polizeipräsident in Łódź|Litzmannstadt
- Ludwig Wolff d. Ä. (1859–1923), Sejmabgeordneter der deutschen Minderheit in Polen
- Ludwig Wolff d. J. (1908–1988), Reichstagsabgeordneter der NSDAP